# Zürcher Transparent
Der ‘Zürcher Transparent’, Synonyme: ‘Horgener Milchapfel’, ‘Wachsapfel’, ‘Weißer Eisapfel’, ist eine alte Sorte des Kulturapfels. Die Sorte stammt aus dem Kanton Zürich und ist seit 1842 nachgewiesen.

## Beschreibung
Die kegelförmige bis kugelige Frucht ist 55 bis 65 Millimeter hoch und 60 bis 70 Millimeter breit. Die Farbe ist weißgrün bis weißgelb. Die Stielgrube ist berostet. Das weiße Fruchtfleisch ist saftig, leicht süß, leicht sauer und schwach gewürzt.

## Ernte und Verwendung
Die Äpfel werden im September geerntet und sind von September bis November genussreif. Der Apfel eignet sich sehr gut zur Herstellung von Apfelmus.